# Eksjö SOK
Eksjö SOK,  är en skid- och orienteringsklubb från Eksjö.
Klubben äger och ansvarar för driften av skidstugan i Eksjö och sköter även där kommunens konstsnö- och motionsspår.
Eksjö SOK var en av huvudarrangörerna för O-Ringen 2009 samt 10Mila 2014 som hade Eksjö som centralorter.

## Framgångsrika idrottare

### Orientering
Eksjö SOK har under ett antal år varit Smålands största ungdomsklubb inom orientering och har under de senaste åren börjat inkasserat stora framgångar på juniorsidan och då främst den kvinnliga sidan. Therese Klintberg är den hittills mest internationellt framgångsrika orienteraren. Therese tog 2010 JVM-silver på långdistansen i Danmark. 2015 var Linnea Golsäters år då hon tog 3 guld i D18 klassen på SM genom att vinna sprint, medel och lång. Dessutom bärgade hon brons på stafett-SM tillsammans med Amanda Falck Weber och Gabriella Bergander. 2015 var också året då Oskar Lind tog guld på sprint SM i H18 och Lucas Sundblad bärgade SM-silver på Ultra-SM i H18 där även Sanna Fasth SM-silver på Ultra-SM. 
2010 bärgade Therese Klintberg tillsammans med Anna Segersson och Beatrice Gustavsson klubbens första SM-guld i stafett genom att vinna D20. Detta guld har sedan följs upp av ytterligare ett guld i D20-klassen i stafett och det skedde 2012 i Ockelbo där kvartetten Lisa Holer, Olivia Kollberg och Josefine Klintberg ingick i segrarlaget. Klubbens dam juniorer har också vunnit Ungdomens Tiomila fyra gånger åren 2011, 2012, 2014 och 2015, dessutom en andra plats från 2010. 2016 blev både Linnea Golsäter och Sanna Fasth uttagna i Svenska juniorlandslagsgrupperna. 
Vid stora Tiomila 2012 slutade ungdomarna Linnea Golsäter, Gabriella Bergander, August kollberg och Lucas J Sundblad på en fjärde plats i ungdomsklassen vilket var nytt klubbrekord.
Carina Svensson är också en av föreningens mer framstående orienterare, med flera placeringar bland de tio bästa på SM. Carina har även nått framgångar i seniorklassen på O-Ringen. Sedan 2007 representerar hon Bredaryds SOK.

### Längdskidor
Hanna Seppas och Fredrik Karlsson var Eksjö SOK:s främsta längdskidåkare.